# فاریدپور
فاریدپور (به لاتین: Faridpur) یک منطقهٔ مسکونی در بنگلادش است که در ناحیه پابنا واقع شده‌است. فاریدپور ۱۳۸٫۳۶ کیلومتر مربع مساحت و ۱۱۱٬۴۶۴ نفر جمعیت دارد.